# ドイツワイントア醸造組合
ドイツ　ワイントア醸造組合（ドイツ　ワイントアじょうぞうくみあい、Deutsches Weintor e.G）は、ドイツ第5位のワイン醸造組合で、ファルツの南ワイン街道沿いのイルベスハイムに所在する。約 500以上のワイン農家が組合員で1千ヘクタールのワイン畑を持つファルツ最大のワイン醸造組合。ドイツワイントア醸造組合は、ドルフェルダー赤ワインやマイルドシリーズの先駆者でありIFS　6.0国際食品スタンダード（HACCPも） に基づく最高の清潔さを維持している。

## 歴史
ワイン醸造組合としてドイツワイントアは、1956年に南部のワイン街道側のワイン醸造所によるワイン醸造組合「小カルミット」の設立により歴史が始まった。 
1967年に南ファルツ地域ワイン醸造組合ワインの門との合併により新しいワイン醸造組合、「ドイツワイントア協同組合」が出来る。
1970年に赤ワインの品種ドルンフェルダーを市場に導入した。それ以来ドイツワイントアがドルンフェルダーの代名詞になった。 
1978年には、フランスとの国境にある歴史的な記念建築『ドイツワインの門』を取得しました。この歴史的な建物は、ドイツとフランスの間のドアを表しています。 
1980年代にはブドウ品種ドルンフェルダーとリースリングにおいてドイツではトップワイン醸造所になる。さらに様々な強力な小売グループと共にドイツ中に市場開発と販売網に築き上げました。 
2012年に、醸造組合ワインマッハ― を吸収した。

## 製品
幅広い製品の種類をもっています。例えばリースリング、シャルドネ―やシュペートブルグンダーや地域的の特徴的な葡萄品種ミュラー　トルガウやリバーナやケルナーもあります。もちろんドルンフェルダーは重点的に醸造されている。